# Kanał Hohensaaten-Friedrichsthal
Kanał Hohensaaten–Friedrichsthal (niem. Hohensaaten-Friedrichsthaler Wasserstrasse, skrót HFW lub HoFriWa) – kanał lateralny rzeki Odry łączący końcowy odcinek kanału Odra-Hawela nazywany Starą Odrą Wrzesińską (Wriezener Alte Oder) z Odrą Zachodnią.
Kanał zbudowany został w latach 1906–1926 dla przeciwpowodziowego odwodnienia doliny Odry oraz zapewnienia dobrych warunków żeglugowych nawet przy niskich stanach rzeki. Jego budowa trwała 20 lat z powodu kilkuletniej przerwy w czasie I wojny światowej. Ma 42 km długości i jest drogą wodną IV klasy (z ograniczeniami). Biegnie równolegle do Odry po jej zachodniej stronie. Budowa kanału była elementem szerszej regulacja dolnej Odry dokonanej w pierwszym dwudziestoleciu XX w., m.in. przekopano wtedy sztuczny odcinek Regalicy od Widuchowej do Gryfina i zbudowano w 1914 r. jaz oddzielający Odrę Zachodnią od Regalicy i kierujący większość wód rzeki do Regalicy.
Kanał lateralny rozpoczyna się w Hohensaaten (Zatoni Górnej), gdzie Stara Odra Wrzesińska (średni poziom wody 1,2 m n.p.m.) łączy się przez śluzę Hohensaaten Ost (wschodnią) z rzeką Odrą na 667 km rzeki (średni poziom wody 3,24 m n.p.m.), a przez śluzę Hohensaaten West (zachodnią) z początkiem kanału lateralnego (średni poziom wody 0,38 m n.p.m.). Jest to 92 km drogi wodnej Odra – Hawela (jej kilometraż liczy się od śluzy Spandau). Kanał lateralny przebiega więc wyraźnie niżej niż lustro głównego nurtu rzeki Odry, co sprawia, że nawet przy bardzo niskich stanach wody Odry, uniemożliwiających żeglugę głównym nurtem, w kanale (do którego spływa woda zarówno z Odry, jak i z kanału Odra-Hawela przez Starą Odrę Wrzesińską) jest poziom wody pozwalający na żeglugę przy pełnym zanurzeniu. Stałe i pewne zasilanie w wodę oraz dobre parametry żeglugowe sprawiają, że kanał jest intensywnie użytkowany w żegludze jako część szlaku wodnego Berlin – Szczecin.
Różnica poziomu wody między kanałem a swobodnie płynącą Odrą z biegiem rzeki się zmniejsza. Na wysokości Schwedt, w którym znajduje się najważniejszy port śródlądowy na kanale (obsługujący tamtejsze papiernie i rafinerię) kanał połączony jest z Odrą żeglownym odcinkiem o nazwie Schwedter Querfahrt (Kanał Schwedt – Ognica). Na odcinku tym zbudowano śluzę Schwedt – różnica poziomu wody na niej jest zmienna i niekiedy śluzowanie w ogóle nie jest potrzebne.
Na północ od Schwedt do kanału wpada ze strony zachodniej jego jedyny dopływ, rzeka Welse (Olsza), która niegdyś wpadała w tym rejonie do Odry. Podczas budowy kanału połączenie z Odrą zasypano i cały nurt rzeki skierowany został do kanału, w związku z czym odcinek kanału od tego miejsca do ujścia określany jest często jako rzeka Welse. Koło Friedrichsthal (osiedla należącego do miasta Gartz) kanał wpada (bez śluzy) do Odry Zachodniej niecałe 3 km poniżej zbudowanego w 1914 r. jazu (704 km rzeki). Jest to 134 km drogi wodnej Odra – Hawela i jej zakończenie. Odra Zachodnia stanowi drogę wodną klasy Vb. Po 1945 r., gdy Odra stała się rzeką graniczną, kanał pozostał w całości na terytorium Niemiec (niegdyś NRD) i ten układ geograficzny sprawia, że biegnąca równolegle Odra stała się drogą wodną o znaczeniu jedynie krajowym w Polsce.
Z kilku mostów nad kanałem większe znaczenie ma tylko most w Schwedt na drodze prowadzącej do Polski (niem. Nr 166, pol. Nr 26); pozostałe łączą tylko leżące nad kanałem miejscowości Stolzenhagen i Stolpe z niezamieszkałymi przeważnie terenami Międzyodrza.
Dolina Odry między kanałem a głównym korytem rzeki stanowi Międzynarodowy Park Dolina Dolnej Odry, jest to wielki obszar polderów poprzecinanych kanałami (niegdyś żeglownymi i wyposażonymi w śluzy, dziś przeważnie zapuszczonymi). W Niemczech, do których należy cały obszar polderów, jest to Park Narodowy Doliny Dolnej Odry, w Polsce jest to Park Krajobrazowy Dolina Dolnej Odry.